# الینس‌پارک (کلرادو)
الینس‌پارک، کلرادو (به انگلیسی: Allenspark, Colorado) یک منطقهٔ مسکونی در ایالات متحده آمریکا است که در کلرادو واقع شده‌است.

## خصوصیات
الینس‌پارک ۳۰٫۵ کیلومترمربع مساحت و ۵۲۸ نفر جمعیت دارد و ۲٬۵۹۲ متر بالاتر از سطح دریا واقع شده‌است.